# Przylaski (Gbiska)
Przylaski – część wsi Gbiska w Polsce, położona w województwie podkarpackim, w powiecie strzyżowskim, w gminie Strzyżów. 
W latach 1975–1998 Przylaski administracyjnie należały do województwa rzeszowskiego.